# 虎尾空軍基地
虎尾空軍基地，是一座曾經存在於臺灣雲林縣虎尾鎮廉使里的軍用飛行基地，其原址已改作國立虎尾科技大學、國立臺灣大學醫學院附設醫院雲林虎尾院區、臺灣高鐵、雲林第二監獄、拯民國小、雲林縣政府等機構用地。

## 歷史

### 日治時期
虎尾飛行場準確興建年分並無相關史料佐證，根據現有口述史料訪談中，1943年「後壁寮搬遷事件」，1944年5月的「虎尾空」、「虎尾海軍航空隊」開隊以及美軍轟炸台灣紀錄，可了解1943年虎尾飛行場已興建完畢，並於1944年虎尾飛行場附屬兵舍建置完畢。。
因應二戰日軍前線兵力需求以及虎尾糖廠具有無水酒精製作技術，日軍於虎尾郡廉使庄及尾寮間糖廠土地興建虎尾飛行場，並設有專門運送虎尾飛行場所需的汽油鐵路進入機場燃料區。
虎尾飛行場的軍事區位設置符合日軍設置飛行場軍事區位需求，虎尾飛行場距離虎尾鎮核心區域直線距離約兩公里保留城市發展區域以及轟炸降落安全，周遭為甘蔗田適合飛機降落安全，同時也遠離洪泛區域，附近平坦蔗田的優勢便於躲藏及臨時迫降。
隨著飛行場的興建完畢以及戰線飛行員的需求，日軍於1943年秋天徵收虎尾郡後壁寮、廉使庄竹圍仔、吳厝三處農村型聚落興建飛行場附屬兵舍。徵收範圍為三個清領時期便已留有的農村聚落，從今日新吉里與三合里的方格狀街道仍可清楚區分原先的老聚落與1943年遷移的聚落。
徵收後所興建的虎尾飛行場兵舍給予虎尾飛行場士官、准士官、練習生等機場兵員居住。原後壁寮成為虎尾飛行場一區兵舍、原竹圍仔成為二區兵舍、原吳厝成為三區兵舍，另外原北溪厝東北另闢四區兵舍，日軍徵收這些農村聚落，主要目的為運用農村聚落天然樹木以掩蔽美軍轟炸，兵舍與兵舍之間各自距離1至2公里降低美軍集中轟炸風險與訓練機墜落風險。除了降低轟炸風險外，也同時降低飛行員訓練時的墜機風險以及提供飛行員迫降的空間，《十七歲的青春：花與苦並存的航空隊》一書中，曾經於虎尾海軍航空隊訓練的學員所提供的圖片與解說與提及分散區位為迫降的理想位置。
1943年，因應太平洋戰爭開打，駐紮部隊編制改為隸屬於高雄岡山的第十四聯合航空隊。
1944年5月15日，因太平洋戰場需要大量飛行員，設置虎尾海軍航空隊，負責訓練飛行練習生；該年全日本500名飛行練習生中，有260名分發至該地受訓。同年，美軍開始轟炸虎尾糖廠（因為該廠產製酒精燃料）及虎尾飛行基地。
1945年2月15日，虎尾海軍航空隊因機材、燃料、人員枯竭而難以繼續訓練課程，因此宣告解散；一些訓練生返回日本，餘者編入臺灣海軍航空隊參加作戰，該基地之飛機則移交駐紮於臺灣之神風特攻隊｢忠誠隊｣使用。
1945年6月23日，美國陸軍航空隊第43重轟炸大隊403重轟炸中隊派出5架B-24轟炸機，自克拉克空軍基地起飛前往執行轟炸虎尾之任務，總計投下23枚1000磅炸彈；虎尾各地遭受嚴重損害。
虎尾飛行場根據現有文獻記錄，於1944年虎尾飛行場設施強化兩次，一次為因應太平洋戰事失利，1943年底日軍提出「航空要塞戰略」以及「臺灣決戰體勢強化方案」，虎尾飛行場於1944年1月強化機場整體設施；另一次為隨著美軍成功臺灣沖航空戰失利，1944年底因應美軍密集轟炸強化機場設施，日軍開始於增設耐炸指揮通信所、掩體、秘密設施以及秘密機場。

### 戰後
戰後的虎尾飛行場及附屬兵舍由國軍接收後，共經歷五個時期，虎尾飛行場臨時安置部隊時期(1945年～1949年) 、空軍初級飛行訓練時期(1950年～1958年) 、虎尾空軍新兵訓練中心時期(1958年～1985年) 、空軍防砲警衛司令部幹訓班時期(1985年～2004年)以及最後的2004年機場任務結束、虎尾空軍基地正式結束使用。

#### 虎尾飛行場臨時安置部隊時期(1945年～1949年)
戰後的虎尾飛行場及附屬兵舍為日軍高雄海軍設施部大佐課長大溝豐次郎及其部下進行盤點與呈繳，由中國空軍第二十二地區司令部張柏壽所接收，日軍將虎尾飛行場及兵舍內部相關武器、車輛、使用物品等進行點紀錄交接給予國軍，國軍同步進行虎尾飛行場及兵舍內部資源的清點。
現有文獻中並無提及1945年至1949年虎尾飛行場兵舍的使用紀錄，僅有1947年2月17號的中國空軍第二十二區司令部轄區營房數量調查表中，可推估對虎尾飛行場及兵舍仍在評估盤點、規劃階段，尚未開始正式使用。
1947年3月初，二二八事件發生，雲林各地民眾組織斗六民軍攻陷虎尾空軍基地；3月8日，大批政府援軍從基隆上岸且隨後開至虎尾，並於民軍不敵潰散後在當地到處搜捕相關人士加以處決。
1949年為了安頓大量隨中華民國政府來臺之軍人及眷屬，當局陸續將虎尾空軍基地於日治時期興築之軍營整建為眷村（建國一村、建國二村、建國三村、建國四村）。
空軍官校杭州筧橋空校也於1949年底遷至高雄岡山空軍基地，空軍官校選擇虎尾機場作為空軍初級飛行訓練基地。

#### 空軍初級班飛行訓練期間(1950年～1958年)
虎尾的初級飛行訓練又稱為虎尾初級飛行訓練班，初級飛行訓練內容包含6個月的飛行訓練及理論學科學習，於《虎尾的天空》一書中提及虎尾初級飛行訓練如下：
虎尾初級班學科教育包括空氣動力學、飛行學、氣象學、通訊學、飛機結構等專業學科、以及國文、英文、法律、政治、體育等一般學科，由學科教官授課。初級班飛行訓練分為上午和下午兩個飛行班，每個班再分幾個飛行組，每個組由一名教官帶5至7名學生，飛行教官負責訓練。
虎尾初級飛行訓練班訓練機為美製PT-17雙翼教練機，學員於虎尾機場接受初級飛行訓練後，需再回高雄岡山空軍基地接受高級飛行訓練才從空軍官校畢業，直至岡山空軍訓練基地跑道建置完成，初級飛行訓練任務回到岡山空軍基地。
虎尾機場進行初級訓練初期，原先日軍所建的機場設施於二戰期間損壞嚴重難以使用，初期機場內設施、學員宿舍仍興建中，當時初級訓練飛行學員會搭乘飛機，當天來回岡山與虎尾進行初級訓練，直至虎尾機場建設完成後，飛行員會乘坐火車抵達虎尾車站來到虎尾進行初級訓練並居住在虎尾機場的學員宿舍，當天往返岡山空軍基地及虎尾機場的場景也因此消失。
空軍初級班飛行訓練時期，原先虎尾飛行場附屬兵舍規劃成為「空軍眷村」，主要居住成員為虎尾機場的飛行教官、機械士、地勤人員、文書人員等機場人員，當時稱呼眷村為「一區至四區」(今日的一村因為光明公園崩塌滅村、二村因日遺的兵舍因機關綠地沉沒滅失而滅村至四村)，除了運用忠福重劃為幌子滅了建國的國軍再利用元生重劃把精忠自立的國軍也滅掉，後用日遺的兵舍作為房舍分配外又變更為營區確保分配飛行教官的居住空間不足，1950年後又於眷村內興建教官所居住的房舍，如：今虎尾建國一村的己、庚、辛棟、建國二村的新三棟等建築，部分新蓋建築蓋於二戰被美軍轟炸而損毀的區域。
1950年（民國39年），建國三村遷至廉使里「空軍新城」，原址改作「空軍總司令部附設虎尾小學」，學生全為中華民國空軍子弟；1966年，該校改歸雲林縣政府管轄，並改名「拯民國小」，開始招收一般人家子弟。
同年，該基地改為空軍軍官學校學生初級飛行訓練中心。
1958年初級飛行訓練結束後，因無飛行訓練任務，原先住於虎尾建國眷村的飛行教官調離眷村，此次的人口流動也是虎尾眷村第一次較大的人口流動。
虎尾機場的初級訓練結束後，虎尾機場成為「空軍新兵訓練中心」，成為訓練中心後機場並無實際飛行訓練，飛行跑道廢棄給予農民耕種。虎尾初級訓練班為虎為機場最後使用跑道的時期。PT-17雙翼教練機也成為戰後虎尾機場唯一使用的訓練飛機機種。

#### 空軍新兵訓練中心時期(1959年～1985年)
1959年，「虎尾空軍新兵訓練中心」正式成立，軍事基本訓練由陸軍轉空軍的軍士官人員負責。成為空軍新兵訓練中心後，虎尾機場內部跑道回歸農用，虎尾空軍基地的範圍僅剩東南角繼續使用，最後虎尾空軍新兵訓練中心於1985年結束，轉為空軍防砲警衛司令部幹訓班。
空軍新兵訓練中心主要訓練空軍入伍新兵，訓練期為3個月，訓練內容包含打靶、500路障、跆拳道、刺槍術、單兵攻擊、射擊預習、實彈打靶等，結訓前一星期驗收各項訓練成果。
「空軍新兵訓練中心」於1971年更名為「空軍軍事基本訓練中心」，根據《空軍訓練司令部暨所屬各校編裝案》中「建議將空軍新兵訓練中心更名為空軍軍事基本訓練中心以符名實謹請鑒核」公文，可了解更名主要分為兩大原因，一為「新兵訓練中心」成立之初僅負責空軍新兵入伍訓練，但後續空軍各校的學生基本軍事訓練任務皆於虎尾執行，中心與成立之初的定位有所不同，同時國防部考量「訓練」涵義太廣，因此更名為「空軍軍事基本訓練中心」。
雖「虎尾空軍新兵訓練中心」已更名為「空軍軍事基本訓練中心」，但民間仍慣性稱呼「訓練中心」，台語稱呼為「虎尾空軍仔」，空軍新兵訓練中心的空軍基地給予虎尾帶來大量的空軍新兵，新兵的消費與家屬的懇親造訪造就虎尾經濟的繁榮，如：虎尾市街許多商店於當時專門接應新兵訓練中心的生意及訂單便足夠經營、斗南火車站的計程車業者生意絡繹不絕、虎尾旅社因懇親人潮而客滿等，空軍可持勞軍券至黃金戲院看電影，假日放假的新兵也帶動虎尾娛樂產業的發展，至今虎尾中年人與老一輩人皆對假日街道上四處可見新兵的身影有著深刻的印象。
虎尾空軍初級飛行訓練班的飛行教官，因任務調離而離開虎尾眷村，尚未調離的飛行教官、士官或機械士則被分配至嘉義水上機場執行訓練任務，由於嘉義水上機場的眷舍空間不足，在眷舍尚未興建完畢前，被分配至嘉義水上機場工作的軍士官則每日通勤往返虎尾建國眷村及嘉義水上機場，直到眷舍興建完畢遷移至嘉義水上機場的眷舍，此時期的虎尾建國眷村住戶開始遷入空軍新兵訓練中心的軍士官眷屬。
於此時期的虎尾建國眷村有著兩種類型的軍士官及眷屬，一為每日搭乘軍卡車至嘉義水上機場上班的，另為陸軍轉空軍於虎尾空軍新兵訓練中心的軍士官。水上機場新建眷舍完成，原調往嘉義上班的軍士官及眷屬遷至嘉義，此時期由陸軍轉空軍負責訓練的軍士官遷入虎尾眷村的空置房舍，屬於虎尾建國眷村因機場功能轉換而造成的人口流動。

#### 空軍防砲警衛司令部幹訓班時期(1985年～2004年)
虎尾空軍新兵訓練中心於1985年結束任務，功能轉換為空軍防砲警衛司令部幹訓班，隸屬空軍防砲警衛司令部與警衛指揮部，於2004年幹訓班與虎尾空軍基地任務與使用結束，虎尾空軍基地交由國防部軍備局管理，後續虎尾空軍基地部分土地規劃成為高鐵虎尾特定區、台大及虎科大校地。
1990年代，在台灣高速鐵路興建計畫出爐後，位於車站預定地周邊的基地土地被徵收作軌道用地。
1991年（民國80年）9月1日，基地原單位被併編為空軍防砲警衛司令部，官兵人數銳減。
1994年前後，該基地被完全廢棄；隨著駐在官兵減少以及人口外移老化等現象發生，建國一村和二村只剩全盛時期不到一半的人口，且居民幾乎皆為老年人口。
1996年（民國85年），已無人居住之建國四村被徵收為雲林第二監獄用地。
1998年，國立臺灣大學在當地取得54公頃土地作其雲林分校用地；2007年，臺大醫院雲林分院開始營運。
2003年7月至8月初，雲林縣政府區段徵收原屬日治時期空軍基地跑道區的300多公頃大範圍土地作高鐵特定區；除供高鐵設站之外，也劃設緊鄰高鐵土地為可供開發的商業區和住宅區。
2006年，虎尾建國眷村最後一戶人家遷離。

### 眷民全數搬離後
2011年，空軍基地釋出17.181公頃予虎尾科技大學作其｢興中分部｣。
2014年7月，緊鄰後期基地圍牆之土地被運用作農博公園。同年年底，國立臺灣大學生物資源暨農學院虎尾校區動工。
2019年，國防部同意撥用基地的5公頃土地供作雲林地方法院及雲林地方檢察署遷建之用。

## 虎尾飛行場及附屬兵舍空間介紹
虎尾飛行場雖無跑道，整題屬於正方形並且擁有七條起降線，正方形之飛行場可用於大批軍事攻擊，對角線之跑道或起降設計可使飛行場使用率提高。
虎尾飛行場為所有同期間所建造之海軍飛行場中面積最大飛行場，高達2,696,875平方公尺，屬於唯一的正方形起降機場，許多海軍飛行場於大東亞期間儘可能有起降功能、單一跑道甚至為假機場用於消耗美軍軍力，虎尾飛行場不僅相關軍事配套措施完整，兵營區域範圍大並且容納將近七百多位飛行員流動，戰後飛行場仍留有大量的練習機於機場中。
虎尾飛行場雖佔地廣，但也有其缺陷，根據《美國國家檔案計文件署》中可了解，美軍空軍從空中判斷機場基地鋪蓋15釐米碎石，建築材料運用台灣島內現有的材料，評估屬於建造鐵道使用的沙子與黏土覆蓋機場，機場表面可見草坪其整體排水狀況較差，判斷此機場不適合於雨季使用容易導致積水，機場需不斷維修維持機場機能。

## 文化資產
- 虎尾建國一村及建國二村[16][17][18]

## 連結
- 建國眷村官方紀念網頁 （页面存档备份，存于）
- 虎尾建國眷村的Facebook專頁